# Stalle

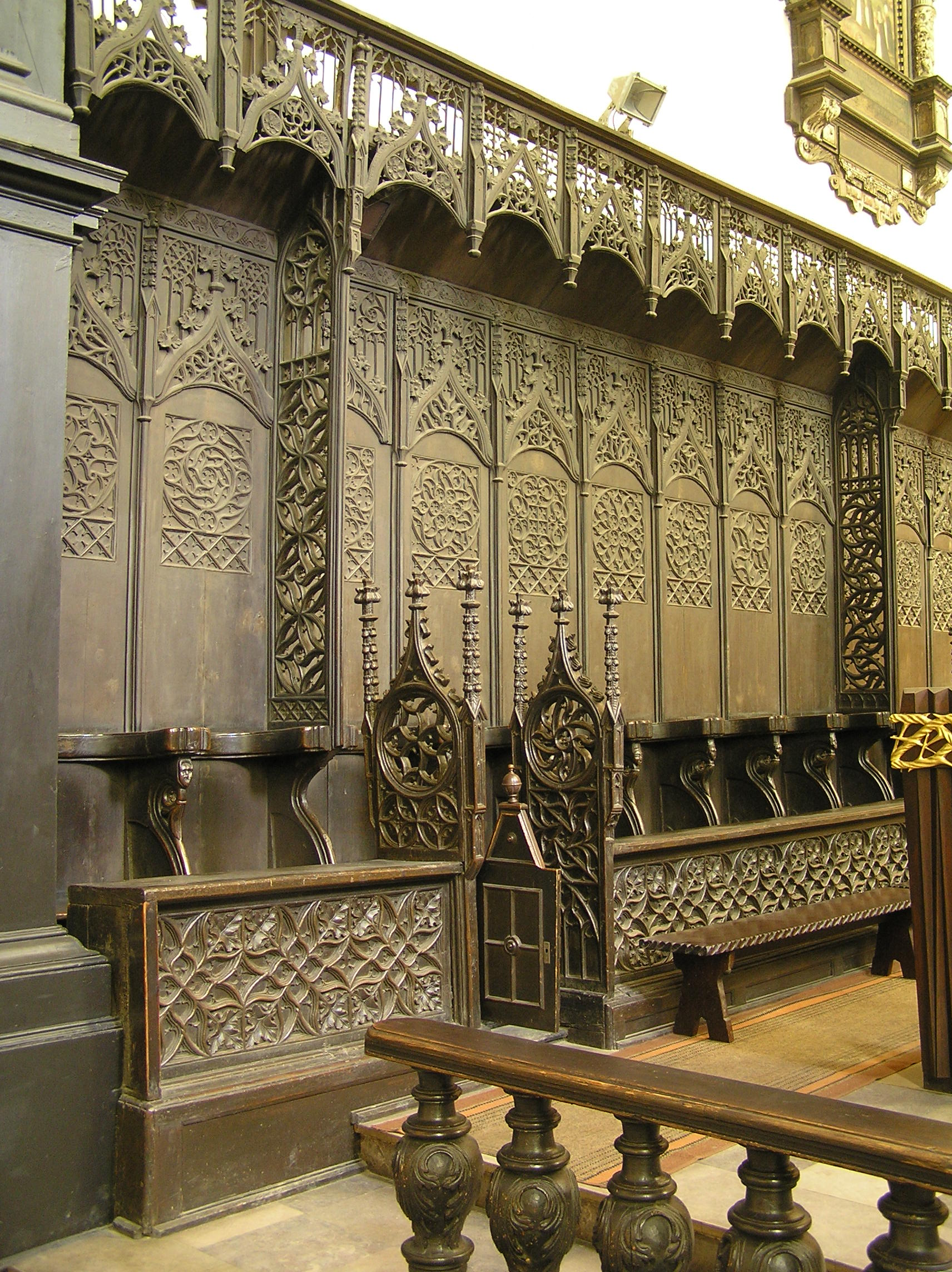
Gotyckie stalle w kościele pofranciszkańskim w Toruniu

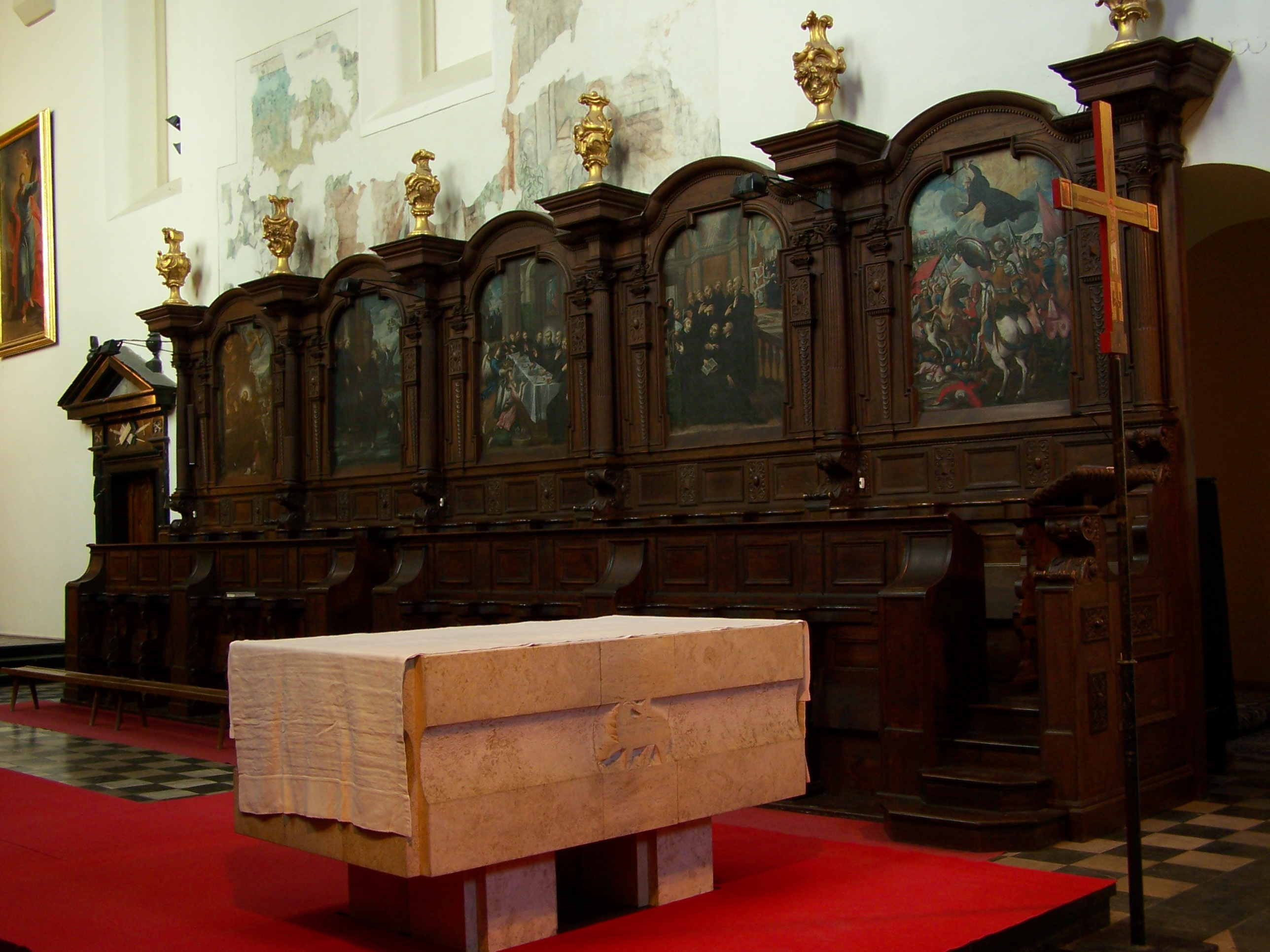
Stalle z XVII wieku, ozdobione motywami z życia świętych, w tym św. Benedykta, w kościele przyklasztornym w Tyńcu.

Stalle – drewniane lub kamienne ławki ustawione w prezbiterium przy bocznych ścianach. Często bardzo bogato zdobione rzeźbiarsko, malarsko lub intarsją, poprzedzielane na pojedyncze siedziska.
Miały zazwyczaj wysokie oparcia (zaplecki), często z baldachimem. Z przodu dostawione były obudowane klęczniki. Siedzenia w stallach mogły być podnoszone lub umocowane na stałe. W podnoszonych siedzeniach od spodu umieszczane były tzw. mizerykordie – wsporniki ułatwiające stanie podczas nabożeństw. Wejścia do stalli zamykane były dekoracyjnymi bramkami. W czasie  szczególnie uroczystych nabożeństw zdobione były dekoracyjnymi tkaninami.
Rozpowszechniły się w budownictwie sakralnym od początków średniowiecza do baroku. Przeznaczone były przede wszystkim dla duchownych (kanoników lub zakonników). Stalle występowały najczęściej w kościołach katedralnych, klasztornych i kolegiatach.